# Француска окупација Тесалије
Француска окупација Тесалије догодила се у јуну 1917. године усред националног раскола. 
Циљ је извршити притисак на Краљевину Грчку да се придружи Првом светском рату у Антанти. С друге стране, циљ му је осигурати стражњи дио Солунског фронта против могућег учешћа грчке владе у Атини на страни Централних сила. Такође је реквизирана богата жетва са е Тесалијске равнице. Како је српска војска у Солуну, грчка јавност (с обзиром на неиспуњење својих савезничких обавеза) сугерира да је Тесалија такође била српска влада у време Стефана Душана и Симеона-Синише (тзв. Српско царство Симеона Немањића).